# Bijlsma Trader 3250
Der Bijlsma Trader 3250 ist ein Küstenmotorschiffstyp der niederländischen Werft VEKA Shipyard Lemmer. Der Entwurf stammt von Conoship International in Groningen.

## Geschichte
Von dem Schiffsentwurf wurden elf Einheiten gebaut. Die Rümpfe der Schiffe wurden von der tschechischen Werft Loděnice Nova Mělník in Mělník und der chinesischen Werft NSC Marine Corporation in Nantong gebaut. Neun Einheiten wurden für niederländische Kapitänsreeder gebaut und werden von Wagenborg Shipping befrachtet. Die beiden zuletzt gebauten Einheiten wurden von NedNor betrieben. Beide Schiffe wurden 2015 nach Großbritannien verkauft.
Weitere Einheiten waren geplant. Im Zuge der Schifffahrtskrise 2008–2009 wurden bereits erteilte Aufträge storniert. Teilweise wurden die Schiffskörper noch gebaut, aber nicht mehr ausgerüstet und abgenommen.

## Beschreibung
Die Schiffe treibt ein Viertakt-Achtzylinder-Dieselmotor des Herstellers Wärtsilä (Typ: 8L20) mit 1.440 kW Leistung an. Der Motor wirkt auf einen Verstellpropeller. Die Schiffe sind mit einem Bugstrahlruder mit 250 kW Leistung ausgestattet.
Für die Stromerzeugung stehen ein Wellengenerator mit 312 kW Leistung (390 kVA Scheinleistung) und ein Dieselgenerator mit 140 kW Leistung (175 kVA Scheinleistung) zur Verfügung. Zusätzlich wurde ein Notgenerator mit 30 kW Leistung (38 kVA Scheinleistung) verbaut.
Das Deckhaus befindet sich im hinteren Bereich der Schiffe. An Bord ist Platz für sechs Besatzungsmitglieder. Vor dem Deckshaus befindet sich der mit zehn Stapellukendeckeln verschlossene Laderaum. Die Lukendeckel können mit einem Lukenwagen bewegt werden. Der Laderaum ist 63,05 Meter lang, 9,60 Meter breit und 7,48 Meter hoch. Er ist boxenförmig, nur im vorderen Bereich verjüngt er sich etwas. Die Schiffe sind mit zwei Schotten ausgestattet, die an acht Positionen errichtet werden können. Die Tankdecke ist verstärkt und kann mit 20 t/m² belastet werden. Die Lukendeckel können mit 1,75 t/m² belastet werden.
Die Schiffe sind für den Transport von Containern ausgerüstet. Die Containerkapazität beträgt 104 TEU. 56 TEU finden im Raum Platz, 48 an Deck Platz.

## Schiffe
| Bijlsma Trader 3250                            | Bijlsma Trader 3250 | Bijlsma Trader 3250 | Bijlsma Trader 3250                 | Bijlsma Trader 3250                 |
| Bauname                                        | Baunummer           | IMO- Nummer         | Stapellauf Ablieferung              | Spätere Namen und Verbleib          |
| ---------------------------------------------- | ------------------- | ------------------- | ----------------------------------- | ----------------------------------- |
| Hydra                                          | 750                 | 9356488             | 18. November 2006 7. September 2007 |                                     |
| Helenic                                        | 751                 | 9356490             | 28. April 2007 7. März 2008         | 2022: Eikborg                       |
| Hekla                                          | 752                 | 9356505             | 29. September 2007 16. Mai 2008     | 2025: Palmborg                      |
| Cito                                           | 753                 | 9356517             | 8. März 2008 10. Oktober 2008       | 2022: Fast Sim                      |
| Alana Evita                                    | 754                 | 9356529             | 28. Juni 2008 6. November 2009      | 2022: Iepborg                       |
| Jade                                           | 763                 | 9411769             | 29. Mai 2009 15. Juli 2010          |                                     |
| Priscilla                                      | 765                 | 9411745             | 17. Juni 2007 3. April 2009         | 2023: Beukborg                      |
| Zeeland                                        | 766                 | 9411771             | 20. Dezember 2008 29. Januar 2010   | 2020: Elsborg                       |
| Hestia                                         | 767                 | 9411783             | 15. Juli 2011 31. Oktober 2011      |                                     |
| Virage                                         | 771                 | 9411824             | Januar 2012 28. Juni 2012           | 2015: Eastern Virage, 2022: Gotland |
| Bijlberg                                       | 772                 | 9411836             | 24. November 2011 2. August 2012    | 2015: Eastern Vanquish              |
| Daten: Stichting Maritiem-Historische Databank |                     |                     |                                     |                                     |

## Sonstiges

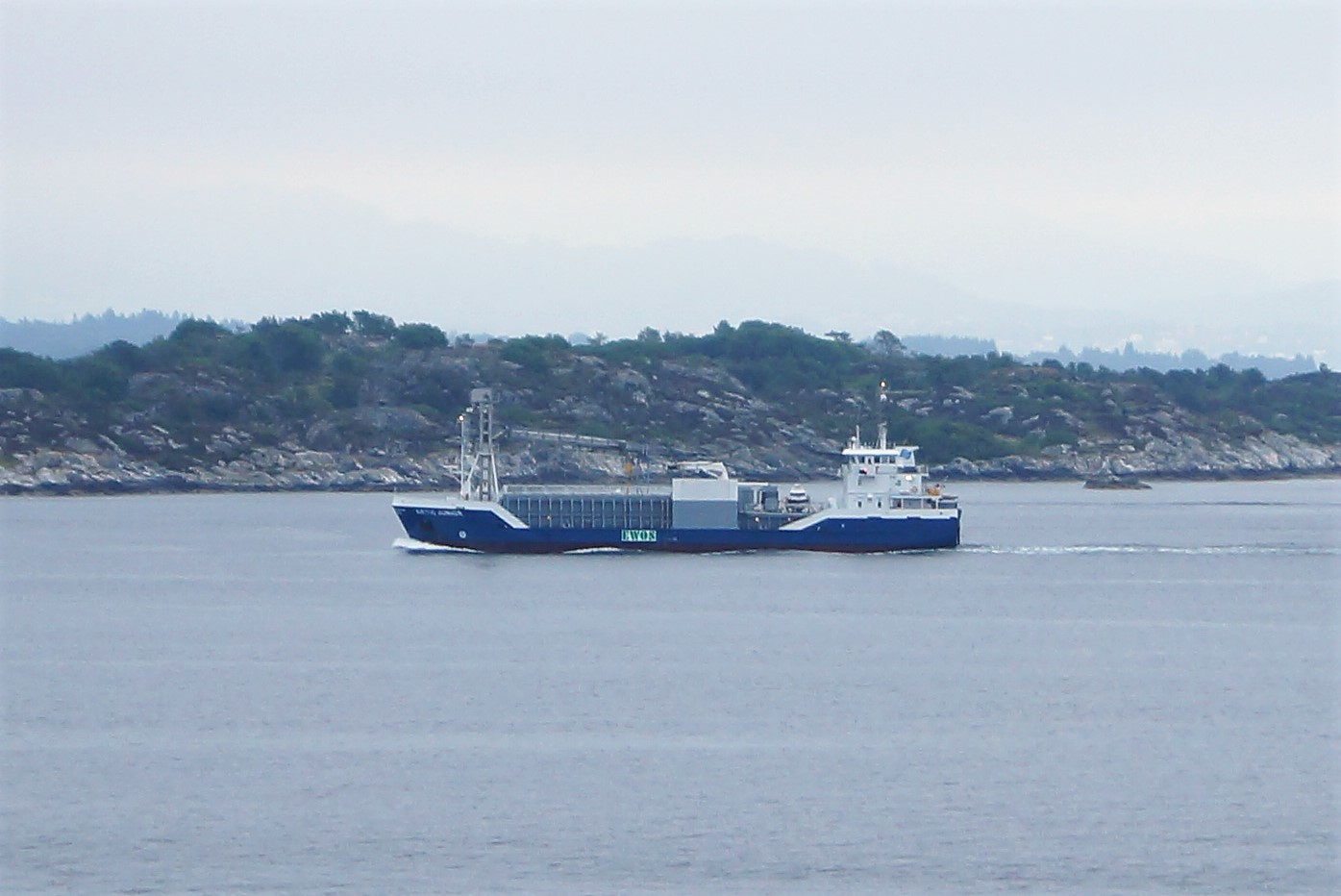
Artic Junior

Einer der auf der Werft Loděnice Nova Mělník gebauten Schiffskörper wurde später bei VEKA Shipyard Lemmer für Artic Shipping in Førde für die Versorgung von Fischfarmen mit Fischfutter umgebaut. Der Rumpf wurde um rund 20 Meter auf 68,37 Meter verkürzt und das Schiff mit zwei Laderäumen – 1300 m³ für Futterpellets und 1000 m³ für Stückgüter – sowie 16 Tanks für die Beförderung von 700 t Fischfutter. An Deck wurde ein Kran montiert, der 5 t heben kann sowie auf der Back eine Einrichtung aus Förderanlagen und einem Fallrohr zum Füttern der Fische in Fischfarmen auf See. Die Motorisierung des Schiffes wurde am Heck durch eine Propellergondel ergänzt, die es dem Schiff erlaubt, zusammen mit dem Bugstrahlruder auf See die Position an einer Fischfarm zu halten.
Das Schiff wurde am 24. Mai 2016 abgeliefert und kam als Artic Unior (IMO-Nr. 9411800) in Fahrt. Im Jahr 2018 kam das Schiff zu AquaShip. Neuer Name des Schiffes wurde Aqua Junior.